# Distrito electoral de Government (condado de Hayes, Nebraska)
Government (en inglés: Government Precinct) es un distrito electoral ubicado en el condado de Hayes en el estado estadounidense de Nebraska. En el Censo de 2010 tenía una población de 75 habitantes y una densidad poblacional de 0,41 personas por km².

## Geografía
Government se encuentra ubicado en las coordenadas 40°34′14″N 101°0′52″O / 40.57056, -101.01444. Según la Oficina del Censo de los Estados Unidos, Government tiene una superficie total de 184.77 km², de la cual 184.61 km² corresponden a tierra firme y (0.09%) 0.16 km² es agua.

## Demografía
Según el censo de 2010, había 75 personas residiendo en Government. La densidad de población era de 0,41 hab./km². De los 75 habitantes, Government estaba compuesto por el 98.67% blancos y el 1.33% eran de otras razas. Del total de la población el 1.33% eran hispanos o latinos de cualquier raza.